# Госпиталь Ваньфан (станция метро)
«Госпиталь Ваньфан» (англ. Wanfang Hospital; кит. 萬芳醫院) — станция линии Вэньху Тайбэйского метрополитена, открытая 28 марта 1996. Располагается между станциями «Синьхай» и «Община Ваньфан». Находится на территории района Вэньшань в Тайбэе.

## Техническая характеристика
Станция «Госпиталь Ваньфан» — эстакадная с двумя боковыми платформами. Для перехода на противоположную платформу оборудованы мостики над путями. На станции есть один выход, оснащённый эскалаторами и лифтом для пожилых людей и инвалидов. На станции установлены платформенные раздвижные двери.

## Близлежащие достопримечательности
Недалеко от станции находится парк Синлун и храм Гуанъу. Также от станции можно добраться на автобусе до храма Чжинань.